# Geodätisches Rechnen
Unter geodätischem Rechnen wird die Berechnung der Koordinaten von Punkten in einem kartesischen Koordinatensystem verstanden. Gegeben sind jeweils Ausgangspunkte mit ihren Koordinaten und Bestimmungsstücke zu unbekannten Neupunkten. Diese Bestimmungsstücke werden normalerweise von Messdaten abgeleitet, die in der Natur gewonnen wurden.
Als Bezugssystem wird das jeweilige Koordinatensystem der Rechenebene (zum Beispiel Gauß-Krüger-Koordinatensystem oder UTM-Koordinatensystem) oder ein kartesisches, räumliches Koordinatensystem verwendet. Die Koordinaten werden entweder als rechtwinkelige Koordinaten (x, y, z) oder als relative Polarkoordinaten in der Ebene (Entfernung und Richtungswinkel zwischen zwei Punkten) oder als relative Kugelkoordinaten im Raum (räumliche Entfernung, Richtung und Höhen- oder Zenitwinkel) angegeben.
Für die Berechnungen werden vor allem die Formelsysteme der Trigonometrie und der analytischen Geometrie verwendet. Für geometrische Interpretationen können die geometrischen Örter herangezogen werden.

## Lagebestimmung

### ErsteHauptaufgabe
gegeben: Der koordinatenmäßig bekannte Punkt A sowie Richtungswinkel und Strecke zum Punkt B. 
gesucht: Die Koordinatendifferenzen zum Punkt B.
Lösung: Auflösen eines rechtwinkligen Dreieckes.
Besonderheit: Umkehraufgabe zur Zweiten geodätischen Hauptaufgabe.

### Zweite Hauptaufgabe
gegeben: Zwei koordinatenmäßig bekannte Punkte A(X/Y) und B(X/Y).
gesucht: Der Richtungswinkel t von A nach B sowie die Strecke zwischen den Punkten.
Lösung: Auflösen eines rechtwinkligen Dreieckes.
Besonderheit: In der Geodäsie zählt der Richtungswinkel ausgehend von der Hochachse im Uhrzeigersinn. Dies weicht von der Zählweise in der Mathematik ab.
Berechnung siehe Orthodrome.

### Polares Anhängen
gegeben: Der koordinatenmäßig bekannte Punkt A.
gemessen: Die Horizontalrichtung zu einem Anschlusspunkt F und die Horizontalrichtung sowie die Strecke zum Neupunkt N.
gesucht: Koordinaten des Neupunktes N.
Lösung: Berechnen des Richtungswinkels von A nach N über die gemessenen Horizontalrichtungen und den Richtungswinkel von A nach F.
Über den Richtungswinkel von A nach N und die gemessenen Strecke die Koordinatendifferenzen berechnen (Erste Hauptaufgabe).
Koordinaten von N aus Koordinaten von A und den Koordinatendifferenzen berechnen.

### Geradenschnitt
gegeben: Die koordinatenmäßig bekannten Punkte {\displaystyle P_{1}=(x_{1},y_{1})} und {\displaystyle P_{2}=(x_{2},y_{2})} der Geraden {\displaystyle {\overline {P_{1}P_{2}}}} sowie {\displaystyle P_{3}=(x_{3},y_{3})} und {\displaystyle P_{4}=(x_{4},y_{4})} der Geraden {\displaystyle {\overline {P_{3}P_{4}}}}.
gesucht: Die Koordinaten des Neupunktes {\displaystyle P_{S}=(x_{S},y_{S})} als Schnittpunkt beider Geraden.
Lösung:
a) Berechnung des Hilfswertes {\displaystyle d}: {\displaystyle d={\frac {(y_{4}-y_{3})(x_{1}-x_{4})-(y_{1}-y_{4})(x_{4}-x_{3})}{(y_{2}-y_{1})(x_{4}-x_{3})-(y_{4}-y_{3})(x_{2}-x_{1})}}}
b) Berechnung der Koordinaten des Schnittpunktes: Es können zwei Fälle in Abhängigkeit von {\displaystyle d} auftreten:
- {\displaystyle d=0} oder unbestimmt (Nenner kann 0 werden). Keine Lösung. Die Geraden verlaufen parallel zueinander.

- {\displaystyle d\neq 0} Der Neupunkt {\displaystyle P_{S}} liegt im Schnittpunkt der beiden Geraden und berechnet sich wie folgt

{\displaystyle x_{s}=x_{1}+d(x_{2}-x_{1})}
{\displaystyle y_{s}=y_{1}+d(y_{2}-y_{1})}
Sonderfälle: Betrachtung von Parallelen zu einer gegebenen Geraden oder zu beiden gegebenen Geraden.

### Lotfußpunkt
gegeben: Die koordinatenmäßig bekannten Punkte A und B der Geraden AB und der Punkt C.
gesucht: Die Koordinaten des Neupunktes N, welcher der Lotfußpunkt des Punktes C auf die Gerade AB ist.
Lösung: Berechnung über die Winkel ANC und BNC, welche rechte Winkel sind.
Sonderfall: Der Punkt C liegt bereits auf der Geraden AB. In diesem Fall sind Lotfußpunkt und Punkt C identisch.

### Bogenschlag oderBogenschnitt
gegeben: Die koordinatenmäßig bekannten Punkte A und B.
gemessen: Die Strecke von A zum Neupunkt N sowie die Strecke von B zum Neupunkt N.
gesucht: Die Koordinaten des Neupunktes N.
Lösung: Durch die Koordinaten von A und B und die gemessenen Strecken sind zwei Kreise festgelegt. Der Schnitt dieser beiden Kreise liefert die gesuchte Position von N.
Es können drei Fälle auftreten:
1. Keine Lösung, wenn sich die Kreise nicht schneiden. Diese Konstellation liegt vor, wenn die Summe der gemessenen Strecken kleiner als der Abstand zwischen A und B ist oder ein Kreis vollständig im anderen liegt. Dieser Lösungsfall kann in der Praxis nur bei einem groben Messfehler oder Irrtum vorkommen.
2. Eine Lösung, wenn sich beide Kreise nur berühren. Die Summe oder Differenz der gemessenen Strecken entspricht exakt dem Abstand zwischen A und B. In der Praxis ist dieser Fall kaum realisierbar und bei entsprechender Lage der Punkte wird ein anderes Messverfahren verwendet, da N wegen des schleifenden Schnitts beim Bogenschlag sehr ungenau bestimmbar wäre.
3. Zwei Lösungen, wenn sich beide Kreise in zwei Punkten schneiden. Das ist in der Praxis der Normalfall. Die tatsächlich gesuchte, eindeutige Lösung ist nur bei bekannter Messanordnung zu bestimmen. In der Praxis wird daher die Nummerierung der Punkte A, B und N so gewählt, dass die gesuchte Position von N links der Verbindung von A nach B liegt.

### Vorwärtsschnitt
gegeben: Zwei koordinatenmäßig bekannte Punkte A und B.
gemessen: In den Standpunkten A und B die Richtungen zum jeweils anderen Standpunkt sowie die Richtungen zum Neupunkt N.
gesucht: Die Koordinaten von N.
Lösung:
Berechnen des Richtungswinkels von A nach B (Zweite Hauptaufgabe).
Orientieren der Richtungen anhand des Richtungswinkels von A nach B. 
Jede orientierte Richtung von A bzw. B nach N beschreibt eine Gerade.
Geradenschnitt der beiden Geraden (A,N) und (B,N).

### Rückwärtsschnitt
gegeben: Drei koordinatenmäßige Festpunkte {\displaystyle P_{1}=(x_{1},y_{1})}, {\displaystyle P_{2}=(x_{2},y_{2})} und {\displaystyle P_{3}=(x_{3},y_{3})}.
gemessen: Die Richtungen {\displaystyle r_{N1},r_{N2}} und {\displaystyle r_{N3}} im Neupunkt {\displaystyle P_{N}=(x_{N},y_{N})} zu den Festpunkten {\displaystyle P_{1},P_{2}} und {\displaystyle P_{3}} (In dieser Reihenfolge, d. h.: {\displaystyle r_{N1}<r_{N2}<r_{N3}})
gesucht: Die Koordinaten von {\displaystyle P_{N}}.
Lösung: Der Winkel zwischen der Richtung nach {\displaystyle P_{2}} und der Richtung nach {\displaystyle P_{1}} beschreibt zusammen mit der Entfernung zwischen {\displaystyle P_{1}} und {\displaystyle P_{2}} (Zweite Hauptaufgabe) einen Kreis, auf dem {\displaystyle P_{1}}, {\displaystyle P_{2}} und {\displaystyle P_{N}} liegen. Ebenso beschreibt der Winkel zwischen der Richtung nach {\displaystyle P_{3}} und der Richtung nach {\displaystyle P_{2}} zusammen mit der Entfernung zwischen {\displaystyle P_{2}} und {\displaystyle P_{3}} (Zweite Hauptaufgabe) einen Kreis, auf dem {\displaystyle P_{2}}, {\displaystyle P_{3}} und {\displaystyle P_{N}} liegen. Die gesuchte Position von {\displaystyle P_{N}} ergibt sich aus dem Schnitt der beiden Kreise. 
Es existiert nur dann eine Lösung, wenn der Neupunkt nicht auf dem Kreis (gefährlicher Kreis) liegt, der durch die drei Festpunkte festgelegt wird.
a) Berechnung der Winkel {\displaystyle \alpha } und {\displaystyle \beta }:
{\displaystyle \alpha =r_{N2}-r_{N1}}
{\displaystyle \beta =r_{N3}-r_{N2}}
Bemerkung: Es existieren eine Vielzahl von Rechenvorschriften zur Auflösung des Rückwärtschnittes. Die bekanntesten sind die Lösungen nach Cassini und nach Collins.

## Höhenbestimmung
→ Turmhöhenbestimmung

## Dreidimensionale Bestimmung

### Polares Anhängen
Beim polaren Anhängen wird auf einem bekannten Punkt (X1,Y1,H1) die Strecke und der Höhenwinkel (oder der Zenitwinkel) zum Neupunkt (Xn,Yn,Hn) und der horizontale Brechungswinkel zwischen einem weiteren bekannten Punkt (X2,Y2) und dem Neupunkt gemessen. Mit Hilfe dieser Bestimmungsstücke können die Koordinaten des Neupunktes berechnet werden.

### 3D-Bogenschlag
Bei dieser Vermessungsmethode werden von 3 bekannten Punkten (X,Y,H) die Strecken zu einem unbekannten Punkt gemessen. Mit Hilfe dieser Strecken können die Koordinaten des unbekannten Punktes berechnet werden.
Hilfsweise wird der dreidimensionale Bogenschnitt auch am Modell dreier sich schneidender Kugeln veranschaulicht.
Bemerkung: Dieses Verfahren wird auch bei GPS-Messungen verwendet, wobei dort die Distanzen aus den Laufzeiten des GPS-Signals von den Satelliten (die 3 bekannten Punkte) zum GPS-Empfänger (der Neupunkt) ermittelt wird.

### 3D-Vorwärtsschnitt
gegeben: Zwei koordinatenmäßig bekannte Punkte A und B.
gemessen: Von den Standpunkten A und B die Horizontalrichtungen zu B bzw. A. Zum Neupunkt Pi die Horizontalrichtung und der Höhen- oder Zenitwinkel.
gesucht: Dreidimensionale Koordinaten für den Neupunkt.
Lösung: Berechnung der minimalen räumlichen Distanz der beiden windschiefen Raumgeraden, die von den Punkten A und B mithilfe der Messgrößen aufgespannt werden. Die Lösung ist der Halbierungspunkt dieser Strecke.
Bemerkung: Mit den hier vorgegebenen Messgrößen ist dieses Verfahren das einzige, welches auch eine Kontrolle der Berechnung (beziehungsweise der Messgrößen) ermöglicht. Die beiden Raumgeraden müssen sich theoretisch in einem Punkt, dem Neupunkt, schneiden. In der Praxis wird das aufgrund von Messfehlern nicht der Fall sein, aber die minimale Distanz darf einen bestimmten Wert (der von der Messgenauigkeit abhängt) nicht überschreiten.

### 3D-Rückwärtsschnitt
Bemerkung: Der dreidimensionale Rückwärtschnitt, bei dem drei Raumwinkel zu drei Festpunkten gemessen sind tritt in der Geodäsie und Photogrammetrie auf. Seine Lösung ist in geschlossener Form recht anspruchsvoll und mehrdeutig. Sie führt auf das Problem eines Schnittes von drei Tori.

## Formbestimmung

### Kreisbestimmung
gegeben: Drei koordinatenmäßig bekannte Punkte A, B und C.
gesucht: Der Radius R und der Mittelpunkt M des Kreises, der durch die Punkte A, B und C eindeutig bestimmt ist.
Lösung: Schnittpunkt der Mittelsenkrechten berechnen.